# ジョヴァンニ・バッティスタ・セーニ
ジョヴァンニ・バッティスタ・セーニ（Giovanni Battista Seni、1600年頃 - 1656年、Johann Baptist Zenoとも呼ばれる）は、イタリアの占星術師で、三十年戦争中に皇帝軍総司令官であったアルブレヒト・フォン・ヴァレンシュタインの侍医である。

## 生涯
セーニは故郷のパドゥアの大学で有名な天文学者・占星術師アンドレアス・アルゴーリ（1570-1657）に師事した。卒業後、オクタヴィオ・ピッコロミーニの紹介でヴァレンシュタインに招かれ、ヴァレンシュタインが死ぬ1634年まで個人的な占星術師として仕えた。ヴァレンシュタインが暗殺される直前に、セーニはその部屋に一緒にいた。彼が自分の主人の死にどの程度関係していたのかはわかっていない。いずれにせよ、セーニはかなりの口止め料を手に入れたはずである。ウィーンの記録文書によると、1643年に彼はポーランド大使ビボーニとの争いで刺されている。その後の人生については知られていない。

## 関連作品
フリードリヒ・シラーは1799年に完成させた戯曲『ヴァレンシュタインの死』の中で、占星術師セーニを登場させている。